# Юсуф Аділ-шах
Абул Музаффар Юсуф Аділ-шах Саві (*1459—1510) — засновник й перший правитель Біджапурського султанату у 1490–1510 роках.

## Життєпис
Про його рід та батьків нічого не відомо. Найімовірніше, він був грузинським рабом, навернутим в іслам. Хоча, посівши трон, Юсуф стверджував, що його батьком був Мурад II, османський султан.
Ще замолоду потрапив до Бахманідського султанату, де увійшов у довіру до впливового вазиря Махмуда Гавана (або був спочатку його рабом). За протекцією вазиря султан Мухаммад-шах III Бахмані призначив Юсуфа тарафом (намісником) Біджапура. На цій посаді він перебував до 1490 року. Ймовірно в цей час прийняв ще одне ім'я — Аділ-шах. Поступово, з послабленням бахманідських султанів, Юсуф перебирав владу до своїх рук.
У 1490 році при султані Махмуд-шаху, що був несповна розуму, оголосив незалежність. Новий султан не намагався вести активну зовнішню політику. Він більше опікувався збереженням кордонів своєї держави. Тому добре ставився до індусів. До того ж одружився з Пунджі, донькою Мунунд Рао, маратхського раджі з Індапура. Після весілля вона отримала нове ім'я Бабуджі Хатун.
Юсуф Аділ-шаху вдалося відбити напад Нарасімхараї з Віджаянагар та Бахманідів. Після цього загроза від держав південного Індостану на деякий час зникла. У 1497 році переміг Дастур Динара, правителя Гульбарги, Аланду і Гангаваті.
Наприкінці правління Юсуф зіткнувся з агресією Португалії, яка вилилася у війну. У 1510 році віцекороль Афонсу де Альбукеркі захопив важливе портове місто Гоа. Це стало для султана значним ударом. Втім, він став готуватися до реваншу й в цей час помер, передавши владу малолітньому синові Ісмаїл Аділ-шаху.